# Юферс

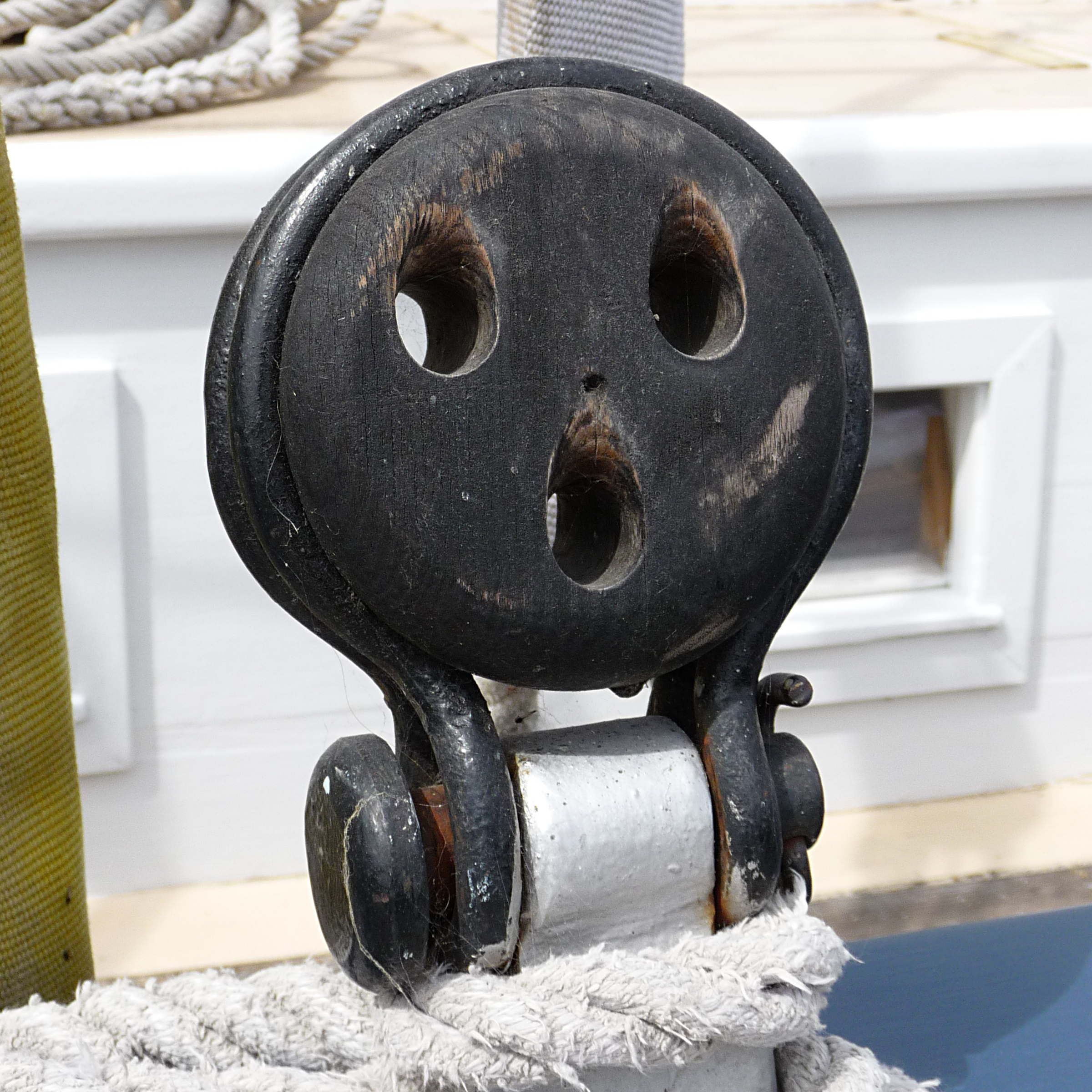
Нижний юферс без проведённых лопарей талрепа

Ю́ферс (ю́нфер, ю́мфер, ю́мфор, от мн. ч. нидерл. juffers; нем. Jungfer; мор. жаргон и профес. мор. юмор julfers — «девушки») — круглый чечевичной формы бесшкивный блок с тремя сквозными отверстиями (кипами) в щёках, расположенными в виде треугольника для проводки лопарей талрепа. В парусном флоте пары юферсов в составе тросовых талрепов применяли для обтягивания (набивки) стоячего такелажа. Верхний юферс (вант-юферс) имел по окружности жёлоб (кип) для огона ванты (фордуна, штага или другой снасти), нижний юферс — прутковую оковку или бугель с обушком для крепления к борту корабля или вант-путенсу.
Юферсы выделывали из твёрдых пород дерева, с середины XIX века отливали из чугуна. С конца XIX века юферсы делали в виде треугольной металлической поковки с общим окном и желобами-кипами для тросов талрепа.
С начала XX века юферсы фактически полностью вышли из употребления, вытесненные, как элемент такелажа, винтовыми талрепами.

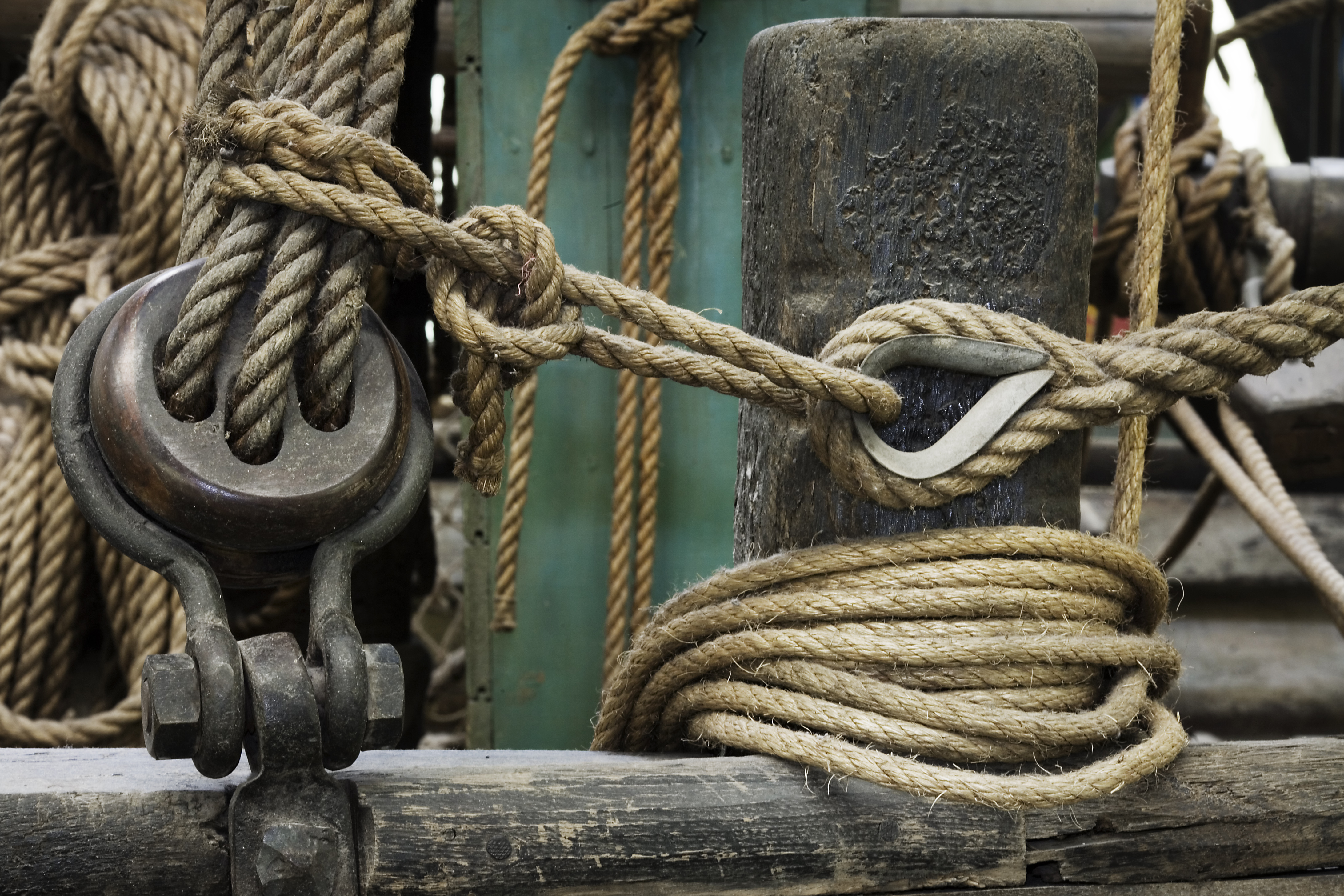
Юферс (букв. «девушки») с тросами («концами») в нём

## В искусстве
В романе Стивенсона «Остров сокровищ» перед отплытием за сокровищами термин «юферс» использовано в качестве идиомы:

— И ты можешь называть головой то, что у тебя на плечах? Или это у тебя юферс? — закричал Долговязый Джон.
Оригинальный текст (англ.)Do you call that a head on your shoulders, or a blessed dead-eye? cried Long John.
— Роберт Стивенсон, «Остров сокровищ», часть 2 The Sea-cook («Кок»), глава 8 At the Sign of the Spy-glass («Под вывеской „Подзорная труба“»)